# Burg Kampenn
Die Burg Kampenn, auch Schloss Kampenn genannt, befindet sich im Osten der Stadtgemeinde Bozen in Südtirol. Sie liegt am Berghang von Kampenn, einem ehemals zur alten Landgemeinde Zwölfmalgreien gehörenden Ortsteil, hoch über dem Ausgang des Eisack- und Eggentals.

## Anlage
Die Höhenburganlage umfasst im Kern einen viereckigen Bergfried mit einem nordseitig angebauten Palas. Zudem bestehen eine Tormauer mit einem Ecktürmchen, in dem sich dekorative Wandmalereien erhalten haben, und eine einfache Kapelle.

## Geschichte
Die Anlage ist seit dem 13. Jahrhundert bezeugt. 1325 befand sie sich im Besitz des Stifts Sonnenburg, das die Burg im Laufe der Zeit an die Adelsfamilien Firmian, Weineck und Lichtenstein als Lehen weitergab. Wesentliche Umbauten gehen auf die Zeit um 1600 zurück, als die Burg in den Besitz der von Khüepach gelangte. Seit 1801 ist sie in bürgerlichem Besitz. Anfang des 20. Jahrhunderts kam es zu Renovierungs- und Erweiterungsarbeiten. Von 1946 bis 1971 wurde die Burg von Felix Gasbarra bewohnt.